# Sigurd Islandsmoen

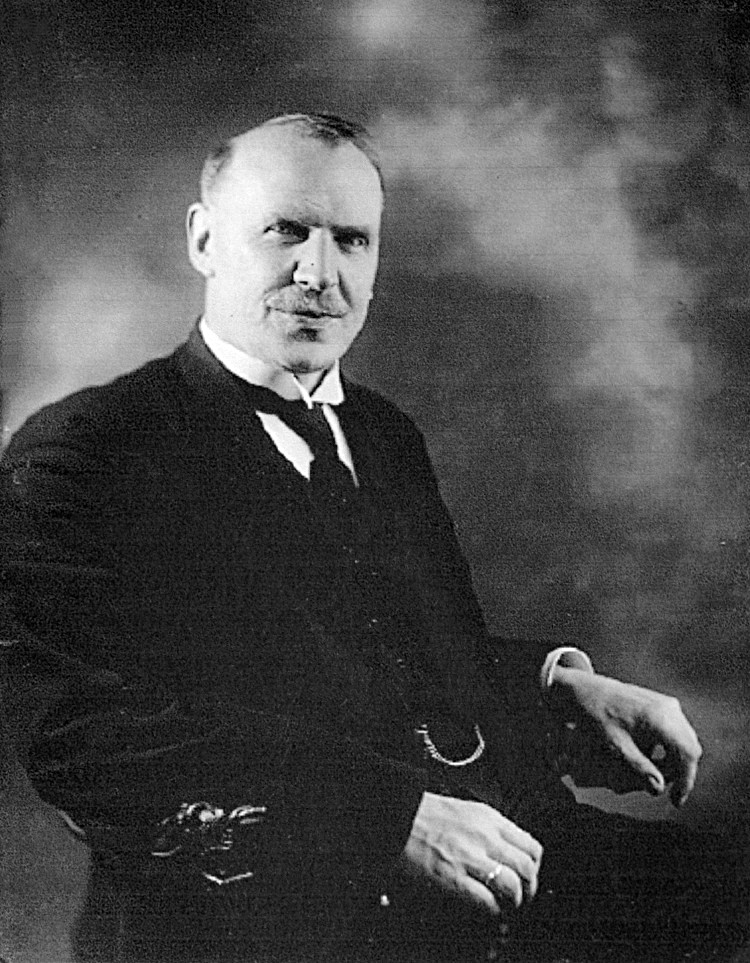
Sigurd Islandsmoen

Sigurd Islandsmoen (Bagn (Sør-Aurdal), 27 augustus 1881 - 1 juli 1964) was een Noorse componist. Hij studeerde aan het conservatorium in Oslo, later ook in Leipzig, waar onder anderen Max Reger zijn leraar was. Van 1916 tot 1961 was hij kerkorganist in Moss (Noorwegen). Zijn misschien wel meest bekende compositie en zangstuk is ‘Det lysnet i skogen’ (vert.: ‘Het wordt lichter in het bos’) met tekst van Jørgen Moe. Dit is waarschijnlijk wel de meest gespeelde herkenningsmelodie in de vijftiger jaren die gebruikt werd door de Noorse radio omroep NRK in het programma Ønskekonserter (vert.: Wensconcerten). Verder bevat zijn oeuvre onder andere de dodenmis ‘Requiem’ die in 1935 en 1936 werd gecomponeerd en waarvan de première plaatsvond in 1943, de opera ‘Gudrun Laugar’, twee symfonieën, diverse oratoria, zoals onder andere ‘Israel i fangenskap’ (vert.: ‘Israel in ballingschap’), waarvan de première plaatsvond in 1931, en ‘Heimat frå Babel’ (vert.: ‘Het vaderland na Babel’) (première in 1934), het koorwerk ‘Missa solemnis’ (première in 1954), kamermuziek, piano- en orgelwerken en een lange reeks koorwerken.

## Biografie
Sigurd Islandsmoen groeide op als de jongste zoon in een gezin van negen kinderen op de familieboerderij met de familienaam Islandsmoen, in Bagn (Sør-Aurdal in de provincie Oppland), in een warme harmonie die doordrenkt was van muziek en zang. Als kind al op de boerderij had hij de toetsen van een orgel nagetekend op een plank, waarop hij dan ‘speelde’ en de tonen als het ware in zich hoorde. Zijn eerste echte orgel/harmonium kreeg Islandsmoen op 9-jarige leeftijd van een oom die het zelf voor hem had vervaardigd. Sinds zijn jongste jaren was hij helemaal in de ban van het verzamelen van (volks)muziek en het noteren ervan. Zo kreeg hij een idee tijdens een reis in 1934 om een koorwerk te gaan componeren, een requiem.
Hij deed examen voor zijn lerarendiploma aan de Elverum lærerskole in 1904 en werkte als docent van 1904 tot 1916. Eerst werkte hij als leraar en organist enige jaren in zijn woonplaats Bagn en de laatste zes jaren als muziekdocent in Gjøvik. Thuis in Bagn werd een groot deel van het muziekleven bepaald door twee van zijn broers. In Gjøvik richtte Islandsmoen een muziekdramatisch gezelschap op. Vóór en na de lerarenstudies, studeerde hij aan het conservatorium in Oslo en later ook onder Max Reger in Leipzig. Zo ontwikkelde hij zich tot organist en dankzij deze bekwaamheid, werd hij van grote betekenis voor het muziekleven van Moss in de jaren 1916-1961. Na verschillende proefuitvoeringen in 1919 van Haydns ‘Die Jahreszeiten’ en later ook Mendelssohns ‘Elias’, nam Islandsmoen in 1920 het initiatief tot de oprichting van de Moss koorvereniging. In 1924 nam hij wederom het voortouw tot de oprichting van de Moss orkestvereniging, dit na een geweldig goed geslaagde uitvoering van Händels ‘Judas Maccabeus’. Zijn samenwerking met deze beide verenigingen leidde tot een lange reeks van composities voor koor en orkest. Alle 49 oratoriumuitvoeringen onder zijn leiding met de Moss koorvereniging worden gerekend als dé drijfkracht achter het muzikale leven van de stad.
Het spreekt voor zich dat zijn verblijf in Leipzig van zeer grote invloed is geworden in zijn verdere muzikale ontwikkeling, zeker ook in dit verband moeten de organist Karl Straube (1873-1950) en de dirigent Arthur Nikisch (1855-1922) die het Gewandhausorchester leidde, hier genoemd worden. De laatromantische en chromatische stromingen hadden een krachtige uitwerking op hem, Islandsmoen evenwel werd nooit helemaal familiair met de toenmalige alledaagse muziek, waardoor wel gezegd werd dat hij feitelijk 100 jaar te laat geboren was, om tot de grote klassieke componisten gerekend te mogen worden.
Islandsmoen werd geridderd in de Orde van Sint-Olaf 1ste kl. en ontving vanaf 1952 een staatskunstenaarsloon. Tot in het jaar van zijn overlijden in 1964, bleef hij zeer actief in het muziekleven en beleefde zelfs nog de première van zijn historische opera ‘Gudrun Laugar’.
Sigurd Islandsmoen overleed in zijn geboorteplaats Bagn (Sør-Aurdal) op bijna 83-jarige leeftijd op 1 juli 1964.

## Werken (selectie)
- Israel i fangenskap (première 1931)
- Heimat frå Babel (première 1934)
- Requiem (1935-36, première 1943)
- Missa solemnis (première 1954)
- Guðrun Laugar
- Missa Nidrosiense (1963)
- Twee Simfoniën
- Norsk ouverture

- Bibliothèque nationale de France: cb16187117h (data)
- CiNii: DA14385785
- Gemeinsame Normdatei: 1139498223
- International Standard Name Identifier: 0000 0000 8366 3061
- Library of Congress Control Number: no98062216
- MusicBrainz: f732be5f-5c7d-4548-8529-9b77a957da48
- Virtual International Authority File: 26681001
- WorldCat: E39PBJhmFvY4gjFkhRfmFmMByd